# Sobrado (Paraíba)
Sobrado é um município brasileiro do estado da Paraíba, localizado na Região Geográfica Imediata de João Pessoa. De acordo com o IBGE (Instituto Brasileiro de Geografia e Estatística), no ano de 2023 sua população era estimada em 8.236 habitantes. Sua área territorial é de 61 km².

## História
Sua história começou na primeira metade do século XIX, sua emancipação proporcionou-se no dia 29 de abril de 1994, sendo sua instalação em 01 de janeiro de 1997. 
Os primeiros habitantes procederam das localidades de Pedras de Fogo, Guarabira, Mamanguape e Pilar. 
Coube ao português Manuel Antônio Bernardes a prioridade entre os fundadores da localidade. Merecem destaque também, Urbano Guedes e Galdino. A primeira capela foi construída por Simplício Coelho. 
Com o avanço dos trilhos da Estrada de Ferro Great Western, em 1882, rumo ao Estado do Rio Grande do Norte, inaugurou-se a Estação. Após este empreendimento, outras construções foram surgindo e concretizando a formação do povoado.
A origem do nome Sobrado, advém do modelo da primeira grande construção que foi erguida na atual cidade. O local, segundo os mais antigos, é aquele onde existe uma caixa d'água destinada ao abastecimento da sede do município. Este velho casarão denominado de Sobrado, foi ali edificado em fins do século XVIII pelos colonizadores da região.